# Александр Усик — Тайсон Фьюри (май 2024)
Александр Усик — Тайсон Фьюри — профессиональный боксёрский двенадцатираундовый поединок за титул абсолютного чемпиона мира в тяжёлом весе, который состоялся 18 мая 2024 года на футбольном стадионе Kingdom Arena в Эр-Рияде между чемпионом мира по версиям WBA-Super, IBF, WBO, IBO и The Ring украинцем Александром Усиком и чемпионом мира по версии WBC британцем Тайсоном Фьюри. Александр Усик после победы в этом противостоянии стал первым абсолютным чемпионом мира в тяжелом весе после Леннокса Льюиса в эпоху четырёх поясов и третим абсолютным чемпионом мира в двух весовых категориях в эпоху четырёх поясов. 
Бой транслировался в прямом эфире TNT Sports Box Office (Великобритания), медиа-сервисом Megogo (Украина) и стриминговым сервисом DAZN.
Поединок получил статус Событие года по версии журнала «Ринг», а 9-й раунд этого боя получил награду Раунд года по версии журнала «Ринг».
10 декабре 2024 года на платформе Netflix был выпущен документальный фильм, посвящённый поединку. Фильм получил название «Undisputed» и предоставил зрителям доступ к закулисью исторического противостояния. Лента включает кадры подготовки боксёров, их тренировочного процесса, а также освещает ключевые моменты самого боя. На данный момент фильм доступен в Великобритании, Ирландии и ряде стран Ближнего Востока и Северной Африки.

## Предыстория
Первая попытка договориться о бое была предпринята в сентябре 2021 года в ходе которой команда Усика убеждала Джошуа отказаться от права на незамедлительный реванш чтобы Усик и Фьюри смогли провести бой. Джошуа предлагали отступные в $15 млн, но договориться не получилось. Ко второй попытке проведения супербоя представители боксёров вернулись только через год. К этому времени Фьюри нокаутировал Диллиана Уайта на переполненном «Уэмбли», а Усик — защитил чемпионские титулы в реванше с Джошуа. Казалось, что после этого стороны договорятся, но этого не произошло — разошлись по срокам проведения поединка. Усику требовалось время на восстановление, а Фьюри очень хотел подраться до конца календарного года. В итоге уже в октябре Фьюри подписал контракт на бой с Дереком Чисорой.
В январе промоутер Фрэнк Уоррен рассказывал, что в IBF не будут требовать от Усика обязательной защиты пояса, и обещал, что поединок с Фьюри состоится 29 апреля 2023 года. Но анонса не было, а в феврале команда Усика обвинила соперника в неадекватных денежных запросах.
Ситуация прояснилась в марте: Фьюри не стал опровергать обвинения со стороны команды Усика, но выдвинул публичное условие — гонорар украинца не должен превышать 30% от общей суммы. Он также заявил, что в случае промедления с принятием условий доля Усика будет ежедневно снижаться.
В ответ на ультиматум Фьюри Всемирная боксерская ассоциация (WBA) установила дедлайн по переговорам до 1 апреля. Тогда же команда Усика подтвердила, что вынуждена согласиться на условия, а Фьюри объявил о начале тренировочного лагеря. Но за день до конца дедлайна Усик неожиданно вышел из переговоров.
Менеджер Усика Александр Красюк объяснил это решением команды прекратить диалог из-за чрезмерных требований со стороны соперника: по его словам, после согласия на условия по гонорару Фьюри стал выдвигать дополнительные, всё более жёсткие требования. Красюк также подчеркнул, что основная ценность боя для Усика заключалась не в персоне британца, а в объединении поясов, и что «если препятствия на пути к бою становятся непреодолимыми, то нет смысла продолжать переговоры».
Александр Усик и Тайсон Фьюри, владевшие всеми основными чемпионскими титулами в супертяжёлом весе, в течение нескольких месяцев пытались согласовать условия поединка, который планировался на 29 апреля 2023 года. Основным камнем преткновения стали разногласия относительно распределения призового фонда в случае реванша. Команда Усика настаивала на 70% в свою пользу в случае победы в первом бою, в то время как представители Фьюри требовали равного распределения доходов независимо от результата.
Контракт на бой между Александром Усиком и Тайсоном Фьюри за звание абсолютного чемпиона мира был официально подписан 29 сентября 2023 года. Об этом сообщил ESPN, позже эту информацию подтвердили оба чемпиона в своих соцсетях. Бой должен был состояться в Саудовской Аравии в Эр-Рияде 23 декабря 2023 года, но после боя Фьюри — Нганну был перенесен ввиду недостаточности времени на подготовку Фьюри. Новый срок указан как 17 февраля 2024 года. Контракт на бой содержал обоюдное условие о матче-реванше, которым может воспользоваться проигравший. IBF уведомила команды Фьюри и Усика о том, что победитель их боя должен провести обязательную защиту титула против Филипа Хрговича без всяких промежуточных боев, и что просьба о предоставлении отсрочки удовлетворена не будет. И если Фьюри и Усик, учитывая, что их бой организован при финансовой поддержке Саудовской Аравии, решат провести матч-реванш, то Хргович проведет бой за вакантный титул против другого претендента с верхних строчек рейтинга.
2 февраля 2024 года стало известно, что на одном из последних спаррингов с хорватским боксером Агроном Смакичи, Фьюри получил рассечение над правым глазом. Бой как и весь вечер был снова перенесен. Новая дата поединка — 18 мая. После последнего решения Фьюри отложить бой с Александром Усиком, начали появляться различные слухи о том, что «Цыганский король» избегает столкновения с украинским соперником. Эти слухи были прокомментированы организатором вечера бокса Турки Аль-Шейхом: «Хочу сказать кое-что важное. Я хотел, чтобы этот бой состоялся. Я отложил свои проблемы со здоровьем и поездку в больницы Нью-Йорка на начало марта ради этого поединка. Если бы я считал, что Тайсон боится этого боя, то не тратил бы свое время. Произошло рассечение. Такое случалось раньше с Джорджем Форманом и Мухаммедом Али в 1974 году».

## Прогнозы
Многие известные боксёры высказали свои прогнозы по поводу этого поединка. Бывший чемпион Леннокс Льюис заявил: «Довольно сложно сказать. Я бы предпочел Фьюри, но я считаю, что даже сейчас Усик — недооцененный боксер. Так что будет интересно посмотреть, как Фьюри справится с этим». Майк Тайсон: «Фьюри победит Усика. Да, он его побьёт». Энтони Джошуа отметил: «Я сражался с Александром Усиком, так что могу говорить только о том, что я пережил в поединке с ним. Феноменальный боец делает все так, как нужно. Я бы сказал, что он сделает действительно хорошую работу. Я никогда не сражался с Тайсоном Фьюри, поэтому я не могу говорить о том, как он будет выступать или как он будет ему противостоять. Поэтому, говоря только о том, что я знаю, должен сказать, что Александр Усик победит». Бывший соперник Усика в первом тяжёлом весе Тони Белью уверен в победе украинца, но одновременно выражает опасения относительно возможной несправедливости в судействе.
Победу Тайсона букмекеры оценили коэффициентом в диапазоне от 1,75 до 1,8. На победу Александра коэффициент составлял 2,05-2,15. Коэффициент на ничью около 15,00. После переноса боя на 17 февраля победа Усика — 2.03, победа Фьюри — 1.73, ничья — 17,00. И после переноса боя на 18, мая за 5 недель до боя, коэффициенты на победу обоих боксеров выровнены и составляли 1,91. В то же время коэффициент на ничейный результат остался неизменным.

## Взвешивание
Александр Усик (21-0, 14 KO) — 101,8 кг
Тайсон Фьюри (34-0-1, 24 KO) — 118,8 кг

## Ход боя
Раунды 1–3:

Фьюри начал атаковать джебом и пытался контролировать дистанцию, но Усик двигался активно, вел быстрый темп и бросал удары с подвижных позиций. Украинец захватил инициативу в первых раундах благодаря скорости и агрессии.
Раунды 4–6:
Британец перехватил ход боя — в этих раундах он опередил Усика, нанося эффективные апперкоты по корпусу и голове, особенно во 2‑м и 6‑м. Усик не останавливался, но движение замедлилось .
Раунд 8:
Усик усилил давление, потряс Фьюри точными ударами в голову — британец заработал рассечение, и напряжение ощутимо нарастало.
Раунд 9:
Усик выдал серию из 14 неотвеченных ударов, один из которых стал переломным — британец оперся на канаты, рефери отсчитал нокдаун британцу и прозвучал гонг.
Раунды 10–11:
Несмотря на попытки восстановления, Фьюри не смог перехватить ход боя — Усик продолжал прессинг и эффективно отвечал в этих ключевых раундах.
Раунд 12:
Фьюри выиграл заключительный раунд — он вернул агрессивную динамику, но этого было недостаточно, чтобы переломить результат.

Резкльтат боя: победа Александа Усика раздельным решением судей (115–112, 114–113 и 114–113).

## Статистика ударов
Compubox обнародовал статистику нанесённых/точных ударов боя: Усик перебил Фьюри по общему числу точных попаданий (170–157). Тайсон был лучше в джебах (62–48), а Александр попал больше силовых (122—95).

## Гонорары
Для обоих бойцов гонорары были самым большими в карьере. Общий гонорар за бой составил приблизительно £115 млн (около $145,36 млн) без учёта продаж pay-per-view. Процентное распределение между бойцами было следующим:
- Тайсон Фьюри: £85 млн (≈ $107,44 млн) — около 74% общего фонда.
- Александр Усик: £30 млн (≈ $37,92 млн) — около 26% общего фонда.

Усик поставил рекорд по размеру гонорара в истории украинского бокса, поскольку даже братья Кличко никогда не зарабатывали больше. В контракте поединка также был прописан пункт о том, что Тайсон Фьюри пожертвует Украине из своего заработка за бой один миллион фунтов стерлингов.

## Судейство
Поединок обслуживался нейтральными судьями. «Принцип этого боя будет заключаться в том, что каждая организация назначит одного судью или рефери в ринге и пройдет процедуру, при которой оба лагеря будут иметь право голоса и право вето. А затем процесс будет передан атлетической комиссии для окончательного решения. На бое не будет ни британских, ни украинских судей» — подтвердил президент WBC Маурисио Сулейман в интервью порталу olbg.com.
Бой судили Мануэль Оливер Палермо (Испания), Крейг Меткалф (Канада) и Майк Фицджеральд (США), рефери в ринге — Марк Нельсон (США). Решение судей: Фицджеральд — 114:113 в пользу Усика, Меткалф — 113:114 в пользу Фьюри, Палермо — 115:112 в пользу Усика.
Решение рефери Марка Нельсона зафиксировать нокдаун Фьюри в девятом раунде вызвало значительное обсуждение среди экспертов и болельщиков. Многие критиковали судью за то, что он начал отсчет, когда Фьюри еще не находился на канвасе ринга. Однако промоутер Эдди Хирн в своем комментарии пояснил, что рефери действовал в рамках правил, так как канаты удерживали Фьюри от падения.

Судейские записи
| Судья                  | Боксёр         | Раунд | Раунд | Раунд | Раунд | Раунд | Раунд | Раунд | Раунд | Раунд | Раунд | Раунд | Раунд | Итог |
| Судья                  | Боксёр         | 1     | 2     | 3     | 4     | 5     | 6     | 7     | 8     | 9     | 10    | 11    | 12    | Итог |
| ---------------------- | -------------- | ----- | ----- | ----- | ----- | ----- | ----- | ----- | ----- | ----- | ----- | ----- | ----- | ---- |
| Мануэль Оливер Палермо | Тайсон Фьюри   | 9     | 10    | 9     | 9     | 10    | 10    | 10    | 9     | 8     | 9     | 9     | 10    | 112  |
| Мануэль Оливер Палермо | Александр Усик | 10    | 9     | 10    | 10    | 9     | 9     | 9     | 10    | 10    | 10    | 10    | 9     | 115  |
|                        |                |       |       |       |       |       |       |       |       |       |       |       |       |      |
| Крейг Меткалф          | Тайсон Фьюри   | 9     | 10    | 9     | 10    | 10    | 10    | 10    | 9     | 8     | 9     | 10    | 10    | 114  |
| Крейг Меткалф          | Александр Усик | 10    | 9     | 10    | 9     | 9     | 9     | 9     | 10    | 10    | 10    | 9     | 9     | 113  |
|                        |                |       |       |       |       |       |       |       |       |       |       |       |       |      |
| Майк Фицджеральд       | Тайсон Фьюри   | 9     | 9     | 10    | 10    | 10    | 10    | 10    | 9     | 8     | 9     | 9     | 10    | 113  |
| Майк Фицджеральд       | Александр Усик | 10    | 10    | 9     | 9     | 9     | 9     | 9     | 10    | 10    | 10    | 10    | 9     | 114  |

## Андеркарт
В таблице перечислены результаты всех поединков боксёров.
В каждой строке указан результат поединка. Дополнительно номер поединка обозначен цветом, который обозначает итог поединка. Расшифровка обозначений и цветов представлена в нижеследующей таблице.
| Пример | Расшифровка                     |
| ------ | ------------------------------- |
|        | Победа                          |
|        | Ничья                           |
|        | Поражение                       |
|        | Планируемый поединок            |
|        | Поединок признан несостоявшимся |
| КО     | Нокаут                          |
| ТКО    | Технический нокаут              |
| PTS    | Решение судей (по очкам)        |
| UD     | Единогласное решение судей      |
| MD     | Решение большинства судей       |
| SD     | Раздельное решение судей        |
| RTD    | Отказ от продолжения боя        |
| DQ     | Дисквалификация                 |
| NC     | Поединок признан несостоявшимся |

## После боя
Сразу после оглашения результата Усик не сдержал эмоций, заплакал и, обратившись к отцу, произнёс: «Батьку, ти чуєш? Ми це зробили» («Отец, ты слышишь меня? Мы это сделали!»). Тайсон Фьюри, несмотря на поражение, назвал судейские записки несправедливыми и потребовал второго поединка. Усик выразил уважение к Фьюри и заявил о готовности дать реванш. В течение нескольких дней после боя стороны начали переговоры о возможном реванше, ориентировочно во второй половине 2024 года.
Президент Украины Владимир Зеленский поздравил Усика с победой, подчеркнув, что бой стал символом украинской силы и выдержки. Виталий Кличко, бывший чемпион мира в тяжёлом весе и мэр Киева, отметил, что Усик не только завоевал все пояса, но и «показал миру, что украинцы способны побеждать сильных соперников». Легендарный британский боксёр Леннокс Льюис кратко прокомментировал: «Добро пожаловать в клуб, Усик». Промоутер Эдди Хирн заявил, что украинец победил всех чемпионов тяжёлого веса, в том числе дважды — Энтони Джошуа, а теперь и Тайсона Фьюри, и назвал его лучшим тяжеловесом мира на данный момент.
В обновлённом рейтинге журнала The Ring Усик вновь занял первую строчку в списке лучших боксёров вне зависимости от весовой категории (pound-for-pound), вернув себе позицию, потерянную 1 августа 2023 года после победы Теренса Кроуфорда над Эрролом Спенсом.
Реванш между Усиком и Фьюри был назначен на 21 декабря 2024 года в Эр-Рияде.